# William Henry Roever
William Henry Roever (St. Louis, Missouri, 16 de maio de 1874 – St. Louis, 31 de janeiro de 1951) foi um matemático estadunidense.
Roever obteve em 1897 um grau de bacharel em engenharia mecânica na Universidade Washington em St. Louis. Obteve um A.M. em 1904 e um Ph.D. em matemática em 1906 na Universidade Harvard, orientado por Maxime Bôcher, com a tese Brilliant points. Roever lecionou astronomia de 1899 a 1901 na Universidade Washington em St. Louis e matemática de 1905 a 1908 no Instituto de Tecnologia de Massachusetts. Retornou então para a Universidade Washington em St. Louis, lecionando matemática e tornando-se mais tarde catedrático do departamento de matemática.
Foi palestrante convidado do Congresso Internacional de Matemáticos em Toronto (1924).

## Publicações selecionadas
- «Brilliant points and loci of brilliant points». The Annals of Mathematics. 3 (1/4): 113–128. 1901. JSTOR 1967637
- «Brilliant points of curves and surfaces». Trans. Amer. Math. Soc. 9 (3): 245–279. 1908. JSTOR 1988604
- «The southerly deviation of falling bodies». Trans. Amer. Math. Soc. 12 (3): 335–353. 1911. JSTOR 1988671
- «The southerly and easterly deviations of falling bodies for an unsymmetrical gravitational field of force». Trans. Amer. Math. Soc. 13 (4): 469–490. 1912. JSTOR 1988582
- «The curve of light on a corrugated dome». The American Mathematical Monthly. 20 (10): 299–303. 1913. JSTOR 2972527
- «A geometric derivation of a general formula for the southerly deviation of freely falling bodies». Bull. Amer. Math. Soc. 21 (9): 444–462. 1915. doi:10.1090/S0002-9904-1915-02685-6
- «Note on the meridional deviation of a falling body». Science. 42 (1073): 122–126. 1915. JSTOR 1638945
- «Descriptive geometry and its merits as a collegiate as well as an engineering subject». The American Mathematical Monthly. 25 (4): 145–159. 1918. JSTOR 2973115
- «Geometric explanation of a certain optical phenomenon». The American Mathematical Monthly. 26 (3): 111–112. 1919. JSTOR 2972937
- «Some phases of descriptive geometry». Bull. Amer. Math. Soc. 31 (9-10): 540–550. 1925. doi:10.1090/S0002-9904-1925-04107-5
- Fundamental theorems of orthographic axonometry and their value in picturization. [S.l.]: Washington University St. Louis. 1941